# Zapotok, Sodražica
Zapotok je naselje v Občini Sodražica.